# Steve Savidan
Steve Savidan (* 29. Juni 1978 in Angers) ist ein ehemaliger französischer Fußballspieler. Der nur 1,75 m große, eher schmächtige Stürmer, der vor August 2006 immer nur bei unterklassigen Klubs gespielt hatte, galt als die positive Torjäger-Überraschung der Saison 2006/07 in der Ligue 1.

## Vereinskarriere
Bei dem Verein seiner Heimatstadt, dem SCO Angers, kam der Sohn eines Lkw-Fahrers und einer Putzfrau in seiner ersten Profisaison 1998/99 zu keinem einzigen Einsatz in der Division 2. Bis 2004 wechselte Savidan dann saisonweise den Klub und die Liga, obwohl er sich schon bei seiner zweiten Station (LB Châteauroux, 1999/2000; 20 Spiele in der zweiten Liga) zum Stammspieler entwickelte; mit drei Treffern war er allerdings noch alles andere als ein Goalgetter. Es folgte je ein Jahr beim Zweitdivisionär AC Ajaccio (2000/01; 37 Einsätze, 6 Tore), erneut bei Angers SCO (2001/02, damals inzwischen drittklassig; 36 Spiele/6 Treffer), AS Beauvais (2002/03, Ligue 2; 24/0) und AS Angoulême (2003/04, dritte Liga; 37/12).
Im Sommer 2004 schloss sich der bereits als „Wandervogel“ verschriene Savidan dem ebenfalls nur in der drittklassigen National spielenden FC Valenciennes an. Möglicherweise hatten dessen Trainer Daniel Leclercq (2004/05) und Antoine Kombouaré das richtige „Händchen“ – jedenfalls entwickelte sich Savidans Leistung hier steil nach oben; im Sommer 2005 stieg der in Frankreich immer noch VA oder VAFC genannte Verein aus Nordfrankreich als Meister in die Ligue 2 auf, und mit seinen 19 Treffern in 37 Einsätzen wurde der Stoßstürmer erfolgreichster Torjäger der dritten Liga. Ein Jahr später schloss Valenciennes die Saison erneut auf Platz eins ab, und Steve Savidan hatte daran wiederum einen gehörigen Anteil, zumal seine 16 Tore (in 35 Spielen) ihm auch 2006 die Ligatorschützenkrone einbrachten.
In der Saison 2006/07 überraschte der inzwischen 28-jährige auch die Abwehrreihen der französischen Elite; nicht nur die Torwartlegende Fabien Barthez, die er beim Auswärtsspiel in Nantes gleich viermal überwand, kannte seither den Namen dieses „Nobodys“, der seine Tore mit rechts wie links sowie per Kopf erzielt und auch ein sicherer Strafstoßschütze ist. Am Saisonende belegte er mit 13 Treffern hinter Pauleta den zweiten Platz der Ligue-1-Torjägerliste. Im August 2006 wurde er zum „Spieler des Monats“ gewählt.

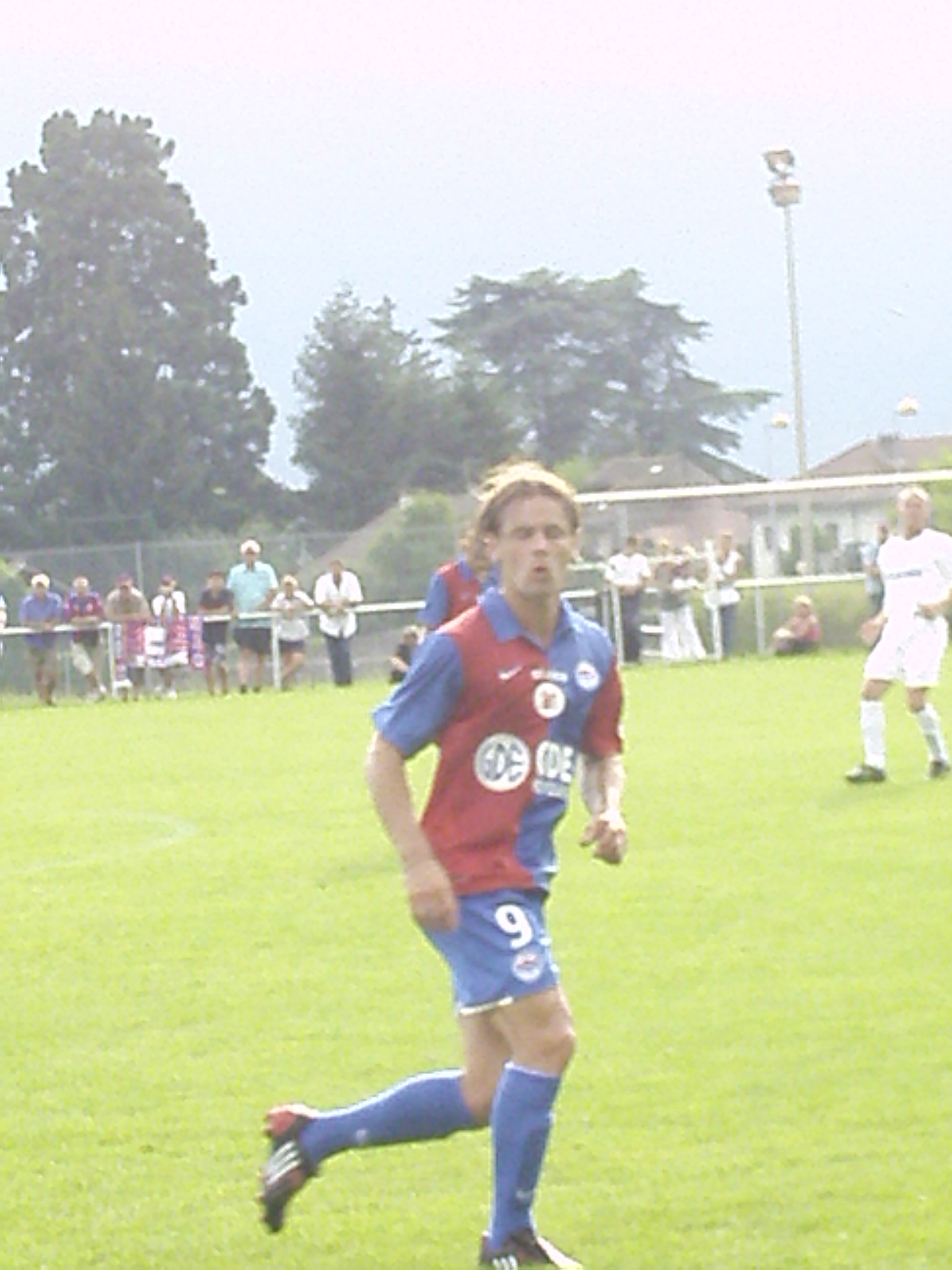
Savidan im Trikot von Caen

Auch 2007/08 gelangen Savidan 13 Torerfolge, womit er wiederum zu den erfolgreichsten Angreifern zählte (Rang 8); darüber hinaus erreichte er in einer „Mittelfeldmannschaft“ im Kampf um die Étoile d’Or für den beständigsten Feldspieler der Liga gleichfalls den 8. Platz. In Valenciennes betrieb er nebenher ein Café, das K9 – benannt nach dem Anfangsbuchstaben seiner Freundin, mit der er zwei Kinder und die er inzwischen geehelicht hat, und seiner eigenen Rückennummer.
Zur Saison 2008/09 wechselte „Savigol“ zum Ligakonkurrenten SM Caen und knüpfte dort auf Anhieb an seine Leistungen der Vorjahre an. Nach einem Drittel der Spielzeit führte er die Statistik der effizientesten Offensivspieler (combiné palette plus, eine Addition aus Treffern, Torvorlagen und maßgeblicher -assistenz) an. France Football beschrieb ihn als  „von derzeit unerreichter Wirkung und ständiger Gefahr für die gegnerischen Abwehrreihen“. Am Ende der Saison war er mit 14 Treffern viertbester Torschütze der Liga, obwohl Caen absteigen musste. Anschließend erklärte er, in der höchsten Spielklasse bleiben zu wollen; anlässlich seiner medizinischen Untersuchung bei der AS Monaco, die Steve Savidan zur Saison 2009/10 verpflichten wollte, ergab sich der Befund einer Herzanomalie. Der Stürmer erklärte daraufhin seinen Rücktritt vom Leistungssport. Im August 2009 wurde ihm die Ehre zuteil, den symbolischen Anstoß des Erstligaspiels zwischen Monaco und dem FC Toulouse auszuführen; Savidan trug dabei ein monegassisches Trikot mit der Neun auf dem Rücken.

## Internationale Einsätze
Nachdem in den Medien sein Einsatz immer vehementer gefordert wurde – so widmete France Football ihm eine dreiseitige Titelgeschichte –, berief Nationaltrainer Raymond Domenech den inzwischen 30-Jährigen erstmals in das Aufgebot der Bleus für die Freundschaftsbegegnung gegen Uruguay am 19. November 2008, in dem er dann auch zu seinem ersten und einzigen A-Länderspiel kam. Zu internationalen Ehren war Savidan zuvor nur einmal gekommen: Im Januar 2000 bestritt er für die bretonische Nationalauswahl ein Spiel.

## Erfolge
- Spieler des Monats der Ligue 1: August 2006

## Nach der Spielerkarriere
Anfang 2010 erschien seine Autobiographie Une balle en plein cœur auf Deutsch Eine Kugel (bzw. ein Ball) mitten ins Herz. Seit Herbst 2011 arbeitete er als sachkundiger Kommentator für Eurosport France bei deren Übertragungen von Spielen des französischen Pokalwettbewerbs. Zudem hat Steve Savidan die Trainerausbildung absolviert; seit Januar 2020 ist er Assistenzcoach beim Drittligisten SO Cholet.